# Innar Mändoja
Innar Mändoja (Jõgeva, 28 februari 1978) is een Estisch voormalig wielrenner. Hij reed voor de wielerploegen Casino en Ag2r Prévoyance.

## Carrière
Afgezien van een Frans criterium wist hij geen wedstrijden op zijn naam te schrijven. In 2002 won hij zijn enige klassement, dit was het bergklassement in de Ronde van Denemarken. In zijn profjaren was hij veelal actief in meerdaagse wielerwedstrijden als knecht.
Mändoja deed namens Estland mee aan de Olympische Spelen van 2000 (Sydney), aan de wegwedstrijd. Hij stapte voortijdig af.
Agnolutto ·
Aus ·
Barthe ·
Bessy ·
Chanteur ·
Delrieu ·
Flickinger ·
Gougot ·
Kasputis ·
Kirsipuu ·
Lefèvre ·
Maignan ·
Oriol ·
Roux ·
Salmon ·
Vinokoerov ·
Dessel (stagiair) ·
Mändoja (stagiair) ·
Turpin (stagiair) 
Agnolutto · Aus · Barthe · Bordenave · Botsjarov · Chanteur · Delrieu · Estadieu · Kasputis · Kirsipuu · Kivilev · Maignan · Mändoja · Salmon · Turpin · Grux (stagiair) · Inaudi (stagiair) · Thollet (stagiair) 
Agnolutto · 
Aus · 
Balčiūnas · 
Bergès · 
Bordenave · 
Botsjarov · 
Capelle ·
Delrieu · 
Demarbaix · 
Estadieu · 
Grux ·
Inaudi ·  
Kasputis · 
Kirsipuu · 
Loder · 
Maignan · 
Mändoja · 
Salmon · 
Turpin · 
Couge (stagiair) · 
Laidoun (stagiair) · 
Portal (stagiair) 
Agnolutto · 
Astarloza ·
Aus · 
Balčiūnas · 
Bergès · 
Botsjarov · 
Capelle ·
Chaurreau · 
Demarbaix (tot 31/05) · 
Estadieu · 
Flickinger ·
Grux ·
Inaudi ·  
Kasputis · 
Kirsipuu · 
Laidoun ·
Loder · 
Mändoja · 
Oriol ·
Paumier · 
Portal ·
Trastour · 
Turpin · 
Mondory (stagiair) · 
Pütsep (stagiair) · 
Scanlon (stagiair) 